# 仙石襄
仙石 襄（せんごく じょう、1904年1月26日 - 1985年3月）は、日本の実業家。クラレ社長・会長、京阪神不動産取締役、山陽放送取締役を歴任。競走馬主としても知られ、1947年に桜花賞、京都農林省賞典四歳呼馬（現・菊花賞）で優勝したブラウニー、1958年に中山大障碍で優勝したケニイモアを所有していた。

## 経歴
- 1904年1月 岡山県生 父は大日本麦酒九州支店長を務めた仙石良平
- 1921年3月 福岡県立中学修猷館卒業[1]
- 1925年3月 第一高等学校文科甲類卒業[2]
- 1929年3月 東京帝国大学法学部政治学科卒業[3] 大倉商事勤務[4]
- 1932年4月 倉敷レイヨン（現・クラレ）入社[4]
- 1942年 同社常務取締役
- 1948年 同社専務取締役
- 1961年2月 同社取締役副社長
- 1968年8月 同社取締役社長
- 1975年5月 同社取締役会長